# بارني سميث
بارني سميث (بالإنجليزية: Barney Smith)‏ هو دبلوماسي بريطاني، ولد في 21 يوليو 1945.